# Jürgen Kalb (Politiker)
Jürgen Kalb (* 26. März 1962 in Bamberg) ist ein deutscher römisch-katholischer Theologe und Politiker (BP). Der Diplom-Theologe und Diplom-Soziologe war von 2001 bis 2002 Vorsitzender der Bayernpartei.

## Leben
Kalb wuchs in Bamberg auf und legte am dortigen Franz-Ludwig-Gymnasium im Jahr 1981 das Abitur ab. Anschließend studierte er in Eichstätt und Bamberg. Danach ging er für 18 Monate nach Berlin, wo er sich als Sozialarbeiter um Jugendliche, die in die Rauschgift- und Alkoholszene abgerutscht waren, kümmerte. Von 1990 bis 1994 studierte er Soziologie in Bamberg. Kalb arbeitete nun als Religionslehrer an Nürnberger Berufs- und Realschulen sowie an Gymnasien, unter anderem am Theresianum in Bamberg.
Nach einem erfolgreich absolvierten Pastoralkurs empfing er 2005 die Diakonatsweihe und wurde am 6. Mai 2006 durch den Bamberger Erzbischof Ludwig Schick im Dom zu Eichstätt zum Priester für das Bistum Eichstätt geweiht. Neben seiner Arbeit als Religionslehrer wurde er nun als Kaplan in den Nürnberger Pfarreien St. Rupert und St. Wunibald tätig.
Im September 2011 wechselte Kalb nach Möning und übernahm als Pfarradministrator die Leitung der Pfarrei St. Willibald mit der Expositur Pavelsbach. 2012 trat er aus gesundheitlichen Gründen von diesem Amt zurück. Jürgen Kalb ist (Stand 2022) als Pfarrer in Bamberg ansässig.